# Aeschropteryx sectata
Aeschropteryx sectata är en fjärilsart som beskrevs av Achille Guenée 1858. Aeschropteryx sectata ingår i släktet Aeschropteryx och familjen mätare. Inga underarter finns listade i Catalogue of Life.